# Нововолодимирівка (Берестинський район)
Нововолоди́мирівка — село в Україні, у Берестинському районі Харківської області. Населення становить 78 осіб. Орган місцевого самоврядування — Лебедівська сільська рада.
Після ліквідації Сахновщинського району 19 липня 2020 року село увійшло до Красноградського (Берестинського) району.

## Географія
Село Нововолодимирівка знаходиться на правому березі річки Оріль, вище за течією на відстані 1 км розташоване село Мар'ївка, нижче за течією на відстані 0,5 км розташоване село Красноярка, на протилежному березі — село Мотузівка.

## Історія
- 1870 — заснований як хутір Володимирівка.
- 1929 — дата заснування села Нововолодимирівка.

## Об'єкти соціальної сфери
- Школа.

## Видатні уродженці
- Гужва Микола Якович — Герой Радянського Союзу.